# Niederdieten
Niederdieten is een plaats in de Duitse gemeente Breidenbach, deelstaat Hessen, en telt 630 inwoners.